# Marca-passo ectópico
Um marca-passo ectópico ou foco ectópico, é um grupo excitável de células que causa um batimento cardíaco prematuro fora do nó sinoatrial (SA) do coração. Logo, o marca-passo cardíaco produz um batimento ectópico. Uma ocorrência ocasional geralmente não oferece risco de vida, mas a ocorrência crônica pode evoluir em taquicardia, bradicardia ou fibrilação ventricular. Em um ritmo cardíaco normal, o nó SA geralmente suprime a atividade do marca-passo ectópico devido à maior taxa de disparo do nó SA. No entanto, no caso de um nó SA com mau funcionamento ou um foco ectópico com uma frequência intrínseca superior à frequência do nó SA, a atividade do marca-passo ectópico pode assumir o ritmo cardíaco natural. Como regra, batimentos ectópicos prematuros (com um intervalo R-R' anterior mais curto do que o predominante) indicam aumento da excitabilidade dos miócitos ou do tecido condutor, enquanto batimentos ectópicos tardios (com um intervalo R-R' anterior prolongado) indicam marca-passo proximal ou falha de condução com um batimento "ectópico" de escape.

## Sintomas
- Frequentemente, batimentos ectópicos isolados não causam sintomas, embora o sintoma mais comum seja a percepção de um "batimento ausente". Isso ocorre porque a pessoa percebe o intervalo prolongado entre o batimento inicial (ectópico) e o próximo batimento normal.
- Palpitações
- Sensação de desmaio[4]

## Causa
Um foco ectópico pode ser causado em corações previamente saudáveis pela automaticidade das células marca-passo ou atividade desencadeada, como:
- Aumento da atividade do sistema nervoso parassimpático local[3]
- Elevada atividade do sistema nervoso simpático[3]
- Superestimulação através de drogas como cafeína,[5] digitálicos e catecolaminas[6]
- Isquemia cardíaca (especificamente isquemia ventricular): as membranas das células apoptóticas passam a "vazar" e fazem com que o tecido ao redor se torne hipercalêmico ou hipercalcêmico, causando excitação aleatória das células.

Eles também podem ocorrer em corações doentes, causados por:
- Infecção
- Doenças, como sinus venosus e defeitos atriais[7][8]
- Disfunção do nó SA (bloqueio de 1º grau) que pode fazer com que a taxa de impulso diminua[1]
- Bloqueio do nó SA, de forma que impulsos nunca saem dos átrios[1]
- Bloqueio do nó AV (bloqueio de 3º grau) que impede a condução normal através dos ventrículos[1]

## Fisiologia
Um marca-passo ectópico pode ocorrer dentro de uma parte do sistema de condução elétrica do coração, ou dentro dos miócitos dos átrios ou ventrículos. Um marca-passo ectópico, ao iniciar um batimento, realiza uma contração prematura. Essa contração prematura não seguirá a via de transdução de sinal normal e pode levar à fase refratária do coração ou o coração tornar-se incapaz de transmitir o sinal normal que origina do nó SA.
A localização do marca-passo também pode alterar seu efeito no nó SA e seu ritmo. Um marca-passo ectópico localizado nos átrios pode fazer com que a contração atrial seja mais rápida, por exemplo. Os marca-passos ectópicos podem também estar dentro das veias pulmonares e das paredes das veias torácicas.

## Diagnóstico
O diagnóstico pode ser feito através de um ECG e numa aferição de pulso normal, notando-se uma batida ausente. Em atividade ectópica ventricular, é possível observar o complexo QRS com um formato anormal. Nesses casos, geralmente ocorre mais cedo, com a ausência de uma onda P. Já em atividade ectópica atrial, a onda P é, geralmente, arredondada, podendo ser invertida ou ter um pico. No entanto, o complexo QRS e as ondas T aparentam relativamente normal. Já na atividade ectópica juncional (aquela que vem do nó atrioventricular (AV) ou dos Feixes de His, a onda P é frequentemente ausente ou pode estar oculta no complexo QRS.